# Основания (химия)
Основания — химические соединения, способные образовывать ковалентную связь с протоном (основание Брёнстеда) либо с вакантной орбиталью другого химического соединения (основание Льюиса). В узком смысле, под основаниями понимают осно́вные гидроксиды — сложные вещества, при диссоциации которых в водных растворах отщепляется только один вид анионов — гидроксид-ионы OH−.
Частным случаем оснований являются щёлочи — растворимые основные гидроксиды. Реакции оснований с кислотами называют реакциями нейтрализации.

## История
Понятие основания сформировалось в XVII веке и было впервые введено в химию французским химиком Гийомом Франсуа Руэлем в 1754 году. Он отметил, что кислоты, известные в те времена как летучие жидкости (например, уксусная или соляная кислоты), превращаются в кристаллические соли только в сочетании с конкретными веществами. Руэль предположил, что эти вещества служат «основаниями» для образования солей в твёрдой форме.
Единая теория кислот и оснований была впервые представлена шведским физикохимиком Сванте Аррениусом в 1887 году. В рамках своей теории Аррениус определял кислоту как вещество, при диссоциации которого образуются протоны H+, а основание — как вещество, дающее при диссоциации гидроксид-ионы OH−. Теория Аррениуса, однако, имела свои недостатки — например, она не учитывала влияние растворителя на кислотно-основное равновесие, а также была неприменима к неводным растворам.
В 1924 году Э. Франклином была создана сольвентная теория, согласно которой основание определялось как соединение, которое при диссоциации увеличивает число тех же анионов, которые образуются при диссоциации растворителя.

## Современное определение
С 1923 года основание стали определять в рамках теорий Брёнстеда-Лоури и Льюиса, которые широко применяются и в настоящее время.

### Основание в теории Брёнстеда-Лоури
В протонной теории кислот и оснований, выдвинутой в 1923 году независимо датским учёным Йоханнесом Брёнстедом и английским учёным Томасом Лоури, основанием называется соединение или ион, способный принимать (отщеплять) протон от кислоты. Соответственно, кислота Брёнстеда является донором протонов, а взаимодействие кислоты с основанием сводится к передаче протона. При реакции основания Брёнстеда B с кислотой, например, с водой, основание превращается в сопряжённую кислоту BH+, а кислота становится сопряжённым основанием:
{\displaystyle {\mathsf {B+H_{2}O}}\rightleftharpoons {\mathsf {BH^{+}+OH^{-}}}.}

### Основание в теории Льюиса

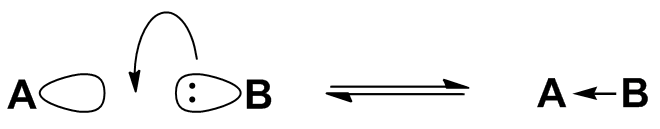
Кислота Льюиса (А) является акцептором электронной пары основания Льюиса (В) и образует с ним ковалентную связь

Согласно электронной теории, предложенной в 1923 году американским физикохимиком Гилбертом Льюисом, основание — это вещество, способное отдавать электронную пару на образование связи с кислотой Льюиса. Основаниями Льюиса могут быть амины R3N, спирты ROH, простые эфиры ROR, тиолы RSH, тиоэфиры RSR, анионы, соединения с π-связями. В зависимости от орбитали, на которой расположена участвующая в реакции пара электронов, основания Льюиса подразделяют на n-, σ- и π-типы — электронные пары для этих типов расположены соответственно на несвязывающих, σ- и π-орбиталях.
Понятия основания в теориях Льюиса и Брёнстеда-Лоури совпадают: согласно обеим теориям основания отдают пару электронов на образование связи. Разница заключается лишь в том, куда расходуется эта электронная пара. Основания Брёнстеда за её счёт образуют связь с протоном, а основания Льюиса — с любыми частицами, имеющими вакантную орбиталь. Таким образом, существенные различия этих теорий касаются понятия кислоты, а не основания.
{\displaystyle {\mathsf {AlCl_{3}+Cl^{-}}}\rightleftharpoons {\mathsf {AlCl_{4}^{-}}}}
{\displaystyle {\mathsf {BF_{3}+(C_{2}H_{5})_{2}O}}\rightleftharpoons {\mathsf {BF_{3}\cdot (C_{2}H_{5})_{2}O}}}

Теория Льюиса не предусматривает количественной оценки способности оснований реагировать с кислотами Льюиса. Однако, для качественной оценки широко применяется принцип жёстких и мягких кислот и оснований Пирсона (принцип ЖМКО), согласно которому жёсткие кислоты предпочтительно реагируют с жёсткими основаниями, а мягкие кислоты — с мягкими основаниями. По Пирсону, жёсткими основаниями являются основания, донорный центр которых обладает низкой поляризуемостью и высокой электроотрицательностью. Напротив, мягкими основаниями являются донорные частицы с высокой поляризуемостью и низкой электроотрицательностью. Жёсткие и мягкие кислоты обладают такими же свойствами как жёсткие и мягкие основания, соответственно, с той разницей, что они являются акцепторными частицами.
| Жёсткие основания                                                                               | Промежуточные основания                 | Мягкие основания                                  |
| ----------------------------------------------------------------------------------------------- | --------------------------------------- | ------------------------------------------------- |
| OH−, RO−, F−, Cl−, RCOO−, NO3−, NH3, RNH2, H2O, ROH, SO42−, CO32−, R2O, NR2−, NH2−              | Br−, C6H5NH2, NO2−, C5H5N               | RS−, RSH, I−, H−, R3C−, алкены, C6H6, R3P, (RO)3P |
| Жёсткие кислоты                                                                                 | Промежуточные кислоты                   | Мягкие кислоты                                    |
| H+, Li+, Na+, K+, Mg2+, Ca2+, Al3+, Cr3+, Fe3+, B(OR)3, AlR3, AlCl3, SO3, BF3, RCO+, CO2, RSO2+ | Cu2+, Fe2+, Zn2+, SO2, R3C+, C6H5+, NO+ | Ag+, Cu+, Hg2+, RS+, I+, Br+, Pb2+, BH3, карбены  |

Критерий ЖМКО не имеет количественных параметров, однако основания Льюиса можно приблизительно расположить в ряды по их льюисовской основности. Например, мягкость оснований убывает в следующих рядах:
{\displaystyle {\mathsf {I^{-}>Br^{-}>Cl^{-}>F^{-}}},}
{\displaystyle {\mathsf {CH_{3}^{-}>NH_{2}^{-}>OH^{-}>F^{-}}}.}

### Основание в общей теории Усановича
В общей теории кислот и оснований, созданной М. И. Усановичем в 1939 году, основание определено как вещество, отдающее анионы (или электроны) и принимающие катионы. Таким образом, в рамках теории Усановича в понятие основания входят как основания Брёнстеда, так и основания Льюиса, а также восстановители. Кроме того, само понятие основности, как и кислотности, в общей теории Усановича рассматривается как функция вещества, проявление которой зависит не от самого вещества, а от его партнёра по реакции.

## Сила оснований

### Количественное описание силы оснований
Теория Брёнстеда-Лоури позволяет количественно оценить силу оснований, то есть их способность отщеплять протон от кислот. Это принято делать при помощи константы основности Kb — константы равновесия реакции основания с кислотой сравнения, в качестве которой выбрана вода. Чем выше константа основности, тем выше сила основания и тем больше его способность отщеплять протон. Часто константу основности выражают в виде показателя константы основности pKb. Например, для аммиака, выступающего как основания Брёнстеда, можно записать:
{\displaystyle {\mathsf {NH_{3}+H_{2}O}}\rightleftharpoons {\mathsf {NH_{4}^{+}+OH^{-}}}}
{\displaystyle K_{b}={\frac {[{\mathsf {NH_{4}^{+}}}]\cdot [{\mathsf {OH^{-}}}]}{[{\mathsf {NH_{3}}}]}}=1{,}79\cdot 10^{-5};}
{\displaystyle \ \mathrm {p} K_{b}=-\log K_{b}=4{,}75.}

Для многоосновных оснований используют несколько значений констант диссоциации Kb1, Kb2 и т. д. Например, фосфат-ион может протонироваться трижды:
{\displaystyle {\mathsf {PO_{4}^{3-}+H_{2}O}}\rightleftharpoons {\mathsf {HPO_{4}^{2-}+OH^{-}}};K_{\mathrm {b1} }={\frac {[{\mathsf {HPO_{4}^{2-}}}]\cdot [{\mathsf {OH^{-}}}]}{[{\mathsf {PO_{4}^{3-}}}]}}=2{,}10\cdot 10^{-2};}
{\displaystyle {\mathsf {HPO_{4}^{2-}+H_{2}O}}\rightleftharpoons {\mathsf {H_{2}PO_{4}^{-}+OH^{-}}};K_{\mathrm {b2} }={\frac {[{\mathsf {H_{2}PO_{4}^{-}}}]\cdot [{\mathsf {OH^{-}}}]}{[{\mathsf {HPO_{4}^{2-}}}]}}=1{,}58\cdot 10^{-7};}
{\displaystyle {\mathsf {H_{2}PO_{4}^{-}+H_{2}O}}\rightleftharpoons {\mathsf {H_{3}PO_{4}+OH^{-}}};K_{\mathrm {b3} }={\frac {[{\mathsf {H_{3}PO_{4}}}]\cdot [{\mathsf {OH^{-}}}]}{[{\mathsf {H_{2}PO_{4}^{-}}}]}}=1{,}32\cdot 10^{-12}.}

Силу основания можно также охарактеризовать константой кислотности его сопряжённой кислоты Ka (BH+), причём произведение константы основности Kb на константу Ka (BH+) равно ионному произведению воды для водных растворов и константе автопротолиза растворителя в общем случае.
{\displaystyle K_{a}\mathrm {(NH_{4}^{+})} ={\frac {[{\mathsf {NH_{3}}}]\cdot [{\mathsf {H^{+}}}]}{[{\mathsf {NH_{4}^{+}}}]}}=5{,}62\cdot 10^{-10};}
{\displaystyle {K_{a}\mathrm {(NH_{4}^{+})} }\cdot {K_{b}\mathrm {(NH_{3})} }=K_{w}=1\cdot 10^{-14};}
{\displaystyle {\mathrm {p} K_{a}\mathrm {(NH_{4}^{+})} }+{\mathrm {p} K_{b}\mathrm {(NH_{3})} }=\mathrm {p} K_{w}=14}

Из последнего уравнения также следует, что сила основания тем выше, чем ниже кислотность сопряжённой ему кислоты. Например, вода является слабой кислотой и при отщеплении протона превращается в сильное основание — гидроксид-ион OH−.

| Формула основания | Формула сопряжённой кислоты | pKb        | pKa (BH+)  | Формула основания | Формула сопряжённой кислоты | pKb   | pKa (BH+) |
| ----------------- | --------------------------- | ---------- | ---------- | ----------------- | --------------------------- | ----- | --------- |
| ClO4−             | HClO4                       | 19 ± 0,5   | −5 ± 0,5   | HPO42−            | H2PO4−                      | 6,80  | 7,20      |
| HSO4−             | H2SO4                       | 16,8 ± 0,5 | −2,8 ± 0,5 | ClO−              | HClO                        | 6,75  | 7,25      |
| H2O               | H3O+                        | 15,74      | −1,74      | H2BO3−            | H3BO3                       | 4,76  | 9,24      |
| NO3−              | HNO3                        | 15,32      | −1,32      | NH3               | NH4+                        | 4,75  | 9,25      |
| HOOC-COO−         | (COOH)2                     | 12,74      | 1,26       | CN−               | HCN                         | 4,78  | 9,22      |
| HSO3−             | H2SO3                       | 12,08      | 1,92       | CO32−             | HCO3−                       | 3,67  | 10,33     |
| SO42−             | HSO4−                       | 12,04      | 1,96       | HOO−              | H2O2                        | 11,62 | 3,38      |
| H2PO4−            | H3PO4                       | 11,88      | 2,12       | PO43−             | HPO42−                      | 1,68  | 12,32     |
| F−                | HF                          | 10,86      | 3,14       | OH−               | H2O                         | −1,74 | 15,74     |
| NO2−              | HNO2                        | 10,65      | 3,35       | NH2−              | NH3 (ж.)                    | −19   | 33        |
| CH3COO−           | CH3COOH                     | 9,24       | 4,76       | H−                | H2                          | −24,6 | 38,6      |
| SH−               | H2S                         | 6,95       | 7,05       | СH3−              | СH4                         | ~−44  | ~58       |

### Влияние растворителя
На кислотно-основное равновесие значительное влияние оказывает растворитель. В частности, для водных растворов было обнаружено, что все основания с константами основности pKb < 0 имеют одинаковые свойства (например, pH их растворов практически одинаков при равных концентрациях). Объясняется это тем, что такие основания в воде практически нацело превращаются в гидроксид-ион OH−, который является единственным основанием в растворе. Так, все основания с pKb < 0 (амид натрия NaNH2, гидрид натрия NaH и др.) дают эквивалентное количество гидроксид-ионов в водных растворах, выравниваясь между собой по силе. Данное явление получило название нивелирующего эффекта растворителя. Аналогичным образом, в водных растворах выравниваются по силе и очень слабые основания с pKb > 14.
Основания с pKb от 0 до 14 в воде частично протонированы и находятся в равновесии с сопряжённой кислотой, а их свойства в растворе зависят от значения pKb. В этом случае говорят о дифференцирующем эффекте растворителя. Интервал pKb, в котором основания дифференцированы по силе, равен показателю константы автопротолиза растворителя. Для разных растворителей этот интервал различен (14 для воды, 19 для этанола, 33 для аммиака и т. д.), соответственно, и набор дифференцированных и нивелированных оснований для них разный.
В растворителях, обладающих выраженными кислотными свойствами, все основания становятся более сильными и большее число оснований нивелируется по силе. Например, уксусная кислота уравнивает большинство известных оснований по силе со своим сопряжённым основанием — ацетат-ионом CH3COO−. Напротив, основные растворители (аммиак) служат дифференцирующими растворителями для оснований.

### Влияние строения основания
Существует несколько факторов, которые определяют относительную силу органических и неорганических оснований и которые связаны с их строением. Часто несколько факторов действуют одновременно, поэтому трудно предсказать их суммарное влияние. Среди наиболее значимых можно выделить следующие факторы.
- Индуктивный эффект (эффект поля). При повышении доступности электронной пары основания его сила возрастает. По этой причине введение электронодонорных заместителей в основание способствует проявлению их основных свойств. Например, введение алкильных заместителей в молекулу аммиака приводит к более сильным основаниям, чем сам аммиак[19]. Напротив, введение акцепторных заместителей в молекулу понижает силу основания[8].

| Аммиак NH3 | Метиламин CH3NH2 | Этиламин C2H5NH2 | Диметиламин (CH3)2NH | Диэтиламин (C2H5)2NH | Триметиламин (CH3)3N | Триэтиламин (C2H5)3N |
| ---------- | ---------------- | ---------------- | -------------------- | -------------------- | -------------------- | -------------------- |
| 4,75       | 3,36             | 3,33             | 3,23                 | 3,07                 | 4,20                 | 3,12                 |

- Мезомерный эффект (резонансный эффект). Электронодонорные и электроноакцепторные заместители также оказывают, соответственно, положительное и отрицательное влияние на силу основания при наличии сопряжения с парой электронов центрального атома основания. В таком случае говорят о мезомерном эффекте. Данный эффект приводит к тем же последствиям, что и индуктивный: различается лишь механизм их действия. Так, пара-нитроанилин является более слабым основанием, чем анилин (pKb равны 12,89 и 9,40 соответственно) из-за акцепторного влияния нитрогруппы, которая при участии π-связей бензольного кольца находится в сопряжении с парой электронов атома азота аминогрппы и снижает её доступность[20].

Эффект сопряжения проявляется также в том случае, если электронная пара основания находится в системе сопряжения, например, с ароматической системой или двойной связью. В таком случае основания имеет меньшую силу. Например, амиды и анилины являются гораздо более слабыми основаниями, чем амины.
- Корреляция с расположением атомов в периодической системе. Чем выше электроотрицательность атома, тем ниже сила основания с их участием в качестве центрального атома. Так, сила основания понижается при движении по периоду периодической системы слева направо. Также основность понижается при переходе по группе сверху вниз, что связано с увеличением радиуса основного атома и, следовательно, меньшей плотностью отрицательного заряда на нём, что в итоге снижает силу связывания положительно заряженного протона[20].

{\displaystyle {\mathsf {CH_{3}^{-}>NH_{2}^{-}>OH^{-}>F^{-};}}}
{\displaystyle {\mathsf {NH_{3}>PH_{3}>AsH_{3}}}}
- Гибридизация. Сила органических оснований понижается, если центральный атом связан с другим атомом кратными связями. Так, при переходе от аминов к иминам и нитрилам основность уменьшается. Это объясняется тем, что электронная пара в этих соединениях располагается на sp3-, sp2- и sp-гибридных орбиталях атома азота соответственно, то есть в данном ряду электронная пара приближается по характеру к s-электронам, приближаясь к атомному ядру и становясь менее доступной[19].

{\displaystyle {\mathsf {RCH_{2}NH_{2}>RCH{=}NH>{RC}{\equiv }{N}}}}

## Комментарии
1. 1 2  С одной стороны, наличие третьей алкильной группы в триметиламине и триэтиламине должно увеличивать их основность. С другой стороны, с добавлением третьего заместителя резко уменьшается способность сопряжённых кислот (CH3)3NH+ и (C2H5)3NH+ к гидратации, что уменьшает их устойчивость и суммарно понижает основность аминов.